# 暂定名称
暂定名称（英語：working title，又译工作標題）是指某个产品或计划在开发过程中使用的暂时性名称，working的意思为工作，title为名称。一件事物的暂定名称也有可能保留或转化成为它最终面世的名称，但暂定名称在创建之时一般会被假设一旦拟定最终名称（真正名称），它即会被取代，而期限为这项计划公布或这件产品上市之前。
电影、电子游戏、音乐专辑、软件的开放过程中一般会用到暂定名称。在電影拍攝中，暂定名称通常也有在拍攝現場掩人耳目、避免消息對外流出的作用。

## 实例
- 1993年上映的电影《费城故事》的最终名称为“Philadelphia”，但它的暂定名称有“At Risk”和“People Like Us”。
- Windows 7在開發期間曾稱為「Windows Vienna」及「Windows Seven」，其開發代號為「Blackcomb」（取自加拿大的一處滑雪勝地）。

## 另見
- 代號（codename）